# Tublatanka
Tublatanka – słowacki zespół grający muzykę hardrockową i heavymetalową, założony w 1982 roku w Bratysławie. Członkami zespołu są: Martin Ďurinda (śpiew, gitara), Juraj Topot (gitara basowa) i Peter Schlosser (perkusja).
Ich utwór „Pravda víťazí” znalazł się na ścieżce dźwiękowej filmu Hostel.

## Historia
Zespół został założony w 1982 roku w Bratysławie przez Martina Ďurindę, Palo Horvátha i Ďuro Černego. Ďurinda studiował na Uniwersytecie Komeńskiego w Bratysławie, gdzie dzięki swojemu przyjacielowi poznał perkusistę Ďuro Černego w winiarni Veľkí Františkáni. Podczas dyskutowania na temat ich ulubionych zespołów rockowych zdecydowali się stworzył zespół rockowy.
W 1994 roku Tublatanka reprezentowała Słowację w Konkursie Piosenki Eurowizji w Dublinie. Zespół wystąpił z piosenką „Nekonečná pieseň” i zajął 19. miejsce w finale. 
Album „Skúsime to cez vesmír” z 1987 zajął czwarte miejsce w plebiscycie na 100 najlepszych słowackich albumów wszech czasów zorganizowanym w 2007 przez dziennik Nový čas. Dwa inne albumy (Žeravé znamenie osudu i Tublatanka) zajęły w tym plebiscycie miejsca 13 i 21.
W lutym 2016 r. w wieku 54 lat zmarł Juraj „Ďuro” Černý, pierwszy perkusista zespołu.

## Skład

### Obecny
- Martin Ďurinda – śpiew, gitara (od 1982)
- Juraj Topot – gitara basowa (od 1994)
- Peter Schlosser – perkusja (od 2001)[1]

### Byli członkowie
- Palo Horváth – śpiew, gitara basowa (1982–1993)
- Juraj Černý – perkusja (1982–1994; 1994–1995)
- Dušan Giertl – perkusja (1994)
- Jozef „Dodo” Dubán – gitara (1994–2003)
- Martin Uhercik – perkusja (1995–2001)[1]

## Dyskografia

### Albumy studyjne
- Tublatanka (1985)
- Skúsime to cez vesmír (1987)
- Žeravé znamenie osudu (1988)
- Nebo – peklo – raj (1990)
- Volanie divočiny (1992)
- Poďme bratia do Betlehema (1993)
- Znovuzrodenie (1994)
- Pánska jazda (2001)
- Patriot (2005)
- Vianočný deň (2006)
- Svet v ohrození (2010)[1]

### Kompilacje
- Neverending Song (1994)
- Najvačšie hity No.1 - Pravda víťazí (1996)
- Najvačšie hity No.2 - Ja sa vrátim! (1998)
- Láska útočí (2002)
- Zlatá Tublatanka - 20 rockov (2003)
- Gold (2006)
- Najvačšie hity No.3 - Cítim sa fajn (2012)[1]